# Angela Weyer
Angela Weyer (* 11. Februar 1964 in Köln) ist eine deutsche Kunsthistorikerin und Denkmalpflegerin, die vor allem auf die Kunst des Mittelalters spezialisiert ist. Sie ist die Gründerin und Leiterin des Hornemann Instituts, einer Einrichtung in Hildesheim zum Zweck des internationalen Wissenstransfers für Restaurierung und Denkmalpflege.

## Leben
Angela Weyer studierte an den Universitäten in Köln, Wien und Freiburg im Breisgau Kunstgeschichte, Geschichte, klassische Archäologie, historische Hilfswissenschaften und Anglistik. Während ihres Studiums arbeitete sie u. a. für das Landesdenkmalamt Baden-Württemberg in Steinheim an der Murr bei Mittelaltergrabungen und als Zeichnerin für das Niederrheinische Museum, Duisburg. Zwischen August 1983 und Februar 1984 absolvierte sie einen Auslandsaufenthalt im Vereinigten Königreich. Sie erhielt 1990 ihren Magister artium mit einer Arbeit über die Stuckaturen des Klosters Disentis in Graubünden und 1995 ihren Doktor durch eine Dissertation über das Kloster Alpirsbach.
Nach Abschluss ihres Promotionsverfahrens inventarisierte sie die mittelalterlichen Architekturfragmente des Klosters Sankt Georgen im Schwarzwald und arbeitete als Referentin für das Sächsische Landesamt für Denkmalpflege in Dresden sowie als wissenschaftliche Volontärin und später als wissenschaftliche Angestellte für das Bayerische Landesamt für Denkmalpflege in München. Sie wurde 1998 zur Mitbegründerin und Leiterin des Hornemann Instituts des Vereins zur Bewahrung und Erhaltung des Weltkulturerbes e.V., welches seit 2003 in die Hochschule Hildesheim/Holzminden/Göttingen integriert ist. Als Gutachterin arbeitete sie zudem für Forschungsprogramme der EU. Als Beraterin bezüglich E-learning im Bereich der Restaurierung und Denkmalpflege war sie in den USA für das Getty Conservation Institute, das American Institute for Conservation und die Association of North American Graduate Programs in Conservation tätig. Angela Weyer war an zahlreichen von der Fachwelt beachteten Ausstellungen, Veranstaltungen und Veröffentlichungen beteiligt, häufig mit Bezug zum Kulturerbe der Stadt Hildesheim.
Angela Weyer ist mit dem Kunsthistoriker Gerhard Lutz verheiratet, der seit Mai 2020 die Stelle des Robert P. Bergman Curator of Medieval Art am Cleveland Museum of Art in Ohio innehat.

## Veröffentlichungen (Auswahl)
- Zur frühmittelalterlichen Stuckdekoration des Klosters Disentis, in: Zeitschrift für Schweizerische Archäologie und Kunstgeschichte 49, Heft 4, 1992, S. 287–314, doi:10.5169/seals-169218
- Die Justitia vom Giebel des Ingolstädter Rathauses. Bemerkungen zu einer Zinkgußfigur von Lorenz Gedon, in: Sammelblatt des Historischen Vereins Ingolstadt 107, 1998, S. 309–326
- Von Marokko über Wien und Paris nach Linderhof. Zur wechselvollen Geschichte des Marokkanischen Hauses, in: Das Marokkanische Haus im Schloßpark Linderhof, Bd. 2: Dokumentation zur Wiedererrichtung, München 1998, S. 15–24
- Die Wertschätzung der Zinkgussplastik im Wandel der Zeit, in: Zinkguss. Die Konservierung von Denkmälern aus Zink, hg. von Peter Mottner und Martin Mach, München 1999, S. 61–75 (=Arbeitshefte des Bayerischen Landesamtes für Denkmalpflege 98)
- Das Kaiserhaus im Wandel der Zeit (zusammen mit Gerhard Lutz), in: Das Kaiserhaus in Hildesheim. Renaissance in Niedersachsen, Hildesheim 2000, S. 18–38 (=Schriften der Hornemann Instituts 1)
- Das Klostergebäude bis zum Dreißigjährigen Krieg, in: Der Kreuzgang von St. Michael in Hildesheim.
- 1000 Jahre Kulturgeschichte in Stein, Hameln 2000, S. 16–29 (=Schriften des Hornemann Instituts 2; Arbeitshefte zur Denkmalpflege in Niedersachsen 20) Zum Ausstellungskonzept, in: ebd. S. 49f.
- Die mittelalterliche Klausur des Klosters Alpirsbach. Architektur und Reform, in: Alpirsbach. Zur Geschichte von Kloster und Stadt, Bd. 1, Stuttgart 2001, S. 215–348 (= Forschungen und Berichte zur Bau- und Kunstdenkmalpflege in Baden-Württemberg 10)
- St. Godehard in Hildesheim – Der Bau und seine Ausstattung im Wandel der Zeit (zusammen mit Gerhard Lutz), in: Die Restaurierung der Restaurierung? Zum Umgang mit Wandmalereien und Architekturfassungen des Mittelalters im 19. und 20. Jahrhundert. Hildesheim, 9. bis 12. Mai 2001, München 2002, S. 197–203 (=Schriften des Hornemann Instituts 5; ICOMOS – Hefte des deutschen Nationalkomitees 37)
- Die barocken Kupferdächer der Johanniskirche in Lauf a. d. Pegnitz im kulturhistorischen Kontext, in: Jahrbuch der Bayerischen Denkmalpflege 49–53, 1995–1999 (2005), S. 109–127
- Die bauplastischen Überreste der Klostergebäude – Ein Diskussionsbeitrag mit Objektkatalog, in: Fragmente eines Benediktinerklosters: St. Georgen im Schwarzwald, zusammengestellt von Matthias Untermann, Esslingen 2005, S. 101–153 (= Südwestdeutsche Beiträge zur historischen Bauforschung 6)
- Einführung, UNESCO-Welterbe, UNESCO-Weltkulturerbe in Hildesheim (zusammen mit Oda Sundermeier), in: Klasse Welterbe. Hildesheimer Weltkulturerbe im Unterricht, hg. von Angela Weyer, Hildesheim 2006, S. 9–46 (= Schriften des Hornemann Instituts 7)
- Welterbe als „Lokomotive für den Denkmalschutz“: ICOMOS-Tagung zum Weltkulturerbe in Deutschland, 2006 – Versuch eines Tagungsresümees, in: RESTAURO, Heft 1, 2007, S. 17–20; Wiederabdruck: VDR Bulletin, Heft 1, 2007, S. 75–77
- User Documentation and Introduction to EwaGlos - European Illustrated Glossary of Conservation Terms for Wall Paintings and Architectural Surfaces, in: EwaGlos – European Illustrated Glossary of Conservation Terms for Wall Paintings and Architectural Surfaces, English definitions with translations into Bulgarian, Croatian, French, German, Hungarian, Italian, Polish, Romanian, Spanish and Turkish, hg. von Angela Weyer, Pilar Roig Picazo, Daniel Pop, JoAnn Cassar, Aysun Özköse und Ivan Srša, Petersberg
- Zur Ethik der Digitalisierung in der Restaurierung. Einführung zur Interdisziplinären Tagung und zum Tagungsband (zusammen mit Ursula Schädler-Saub), in: Das Fragment im Digitalen Zeitalter. Möglichkeiten und Grenzen neuer Techniken in der Restaurierung, Tagungsband der interdisziplinären Tagung der HAWK Hochschule für angewandte Wissenschaft und Kunst Hildesheim/Holzminden/Göttingen in Kooperation mit der ICOMOS AG Konservierung-Restaurierung und dem Verband der Restauratoren e. V., vom 7.–8. Mai 2021, hg. von Ursula Schädler-Saub und Angela Weyer, Berlin 2021, S. 11–16 (= Schriften des Hornemann Instituts 21)
- Sgraffito in Change. Materials, Techniques, Topics, and Preservation. The Hildesheim Sgraffito Conference in 2017 and and the Sgraffito Decorations in Hildesheim (zusammen mit Anneli Ellesat-Brümmer), in: Sgraffito In Change. Original Realization vs. Secondary Interventions, International Conference of the University of Pardubice, 21.-22.11.2019, Schloss Litomyšl, hg. von Jan Vojtěchovský and Petra Heckova, Pardubice, 2022, S. 10–29
- Zu den mittelalterlichen Bauten im Umfeld der Godehardikirche, in: 850 Jahre St. Godehard in Hildesheim. Kirche – Kloster – Ausstattung. Interdisziplinäre Tagung des Hornemann Instituts der HAWK Hochschule für angewandte Wissenschaft und Kunst Hildesheim/Holzminden/Göttingen und der Klosterkammer Hannover im Rahmen des Festprogramms zu 1000 Jahre Bischof Godehard, HAWK in Hildesheim, 19.-21.09.2022, hg. von Gerhard Lutz und Angela Weyer, S. 376–399 (= Schriften des Hornemann Instituts 23)